# Air Rescue Service
Lo Air Rescue Service (ARS) era un precedente sottocomando del Military Air Transport Service (MATS, una branca della USAF. Nel 1966 il MATS venne ridesignato come MAC (Military Airlift Command) e lo ARS venne ridesignato come Aerospace Rescue and Recovery Service (ARRS).
Lo Air Rescue Service fu inizialmente creato nel 1946, poco prima della creazione della USAF come servizio separato nel 1947 e continuò a servire la U.S. Air Force durante la guerra di Corea e la guerra del Vietnam così come durante la guerra fredda. L'importanza del servizio fu dimostrata dalle sortite che salvarono 996 combattenti in Corea e 2780 nel sud est asiatico. Il motto degli equipaggi ad ala fissa, così come degli elicotteristi è: "These things we do that others may live", cioè "facciamo questo perché altri vivano".

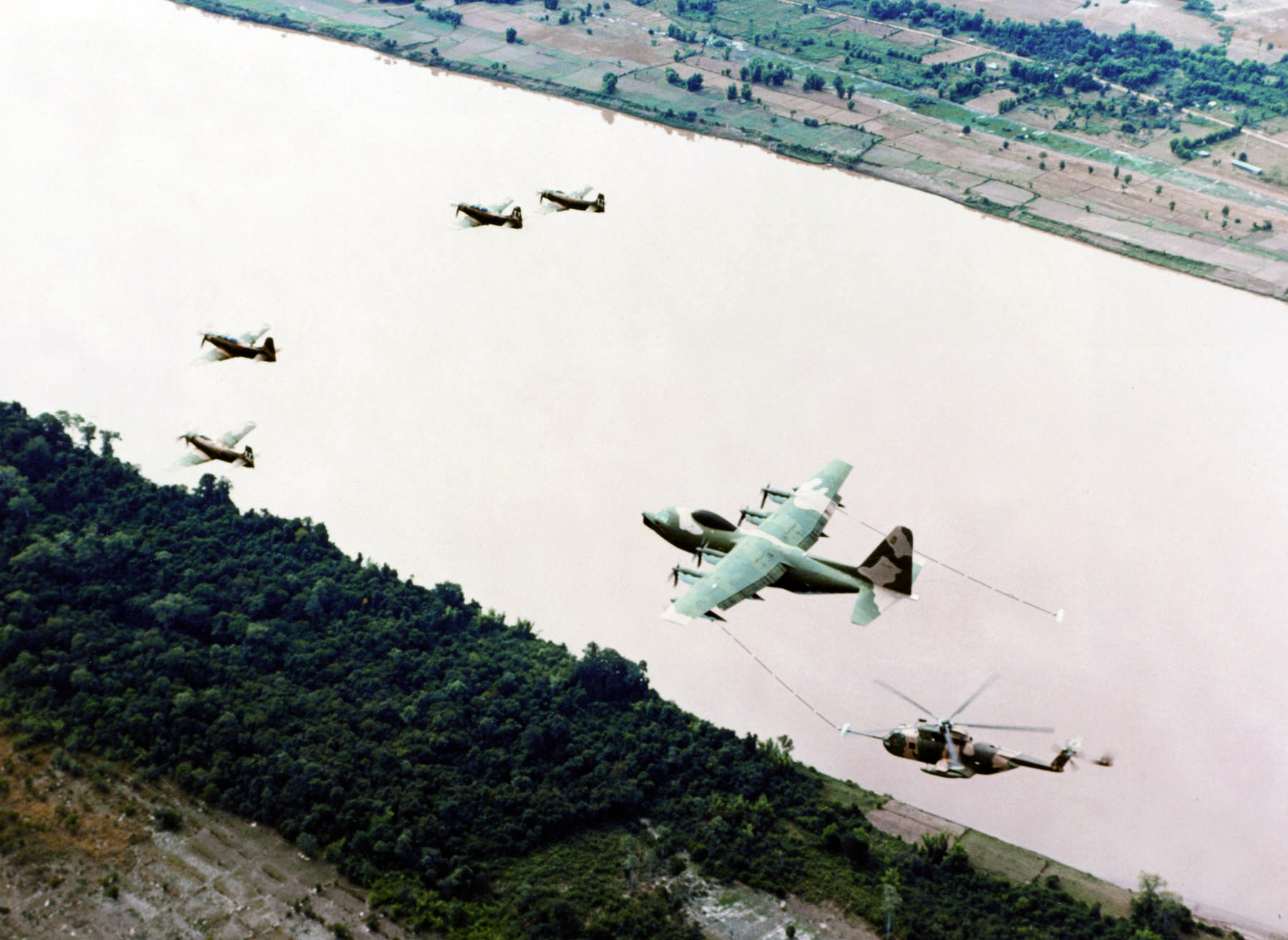
Una foto di una squadra di soccorso ARS durante la guerra del Vietnam: a sinistra quattro Skyraider, a destra un C-130 che rifornisce in volo un HH-3F Jolly Green Giant

L'attuale struttura e forza di ricerca e soccorso nell'attuale USAF è di molto ridotta rispetto a quella che ha servito dal 1946 alla fine dell'era del Vietnam.